# Pontécoulant
Pontécoulant är en kommun i departementet Calvados i regionen Normandie i norra Frankrike. Kommunen ligger i kantonen Condé-sur-Noireau som ligger i arrondissementet Vire. År 2022 hade Pontécoulant 71 invånare.

## Befolkningsutveckling
Antalet invånare i kommunen Pontécoulant
Referens:INSEE